# Dialeurodes tuberculosa
Dialeurodes tuberculosa là một loài côn trùng cánh nửa trong họ Aleyrodidae, phân họ Aleyrodinae.
Dialeurodes tuberculosa được Corbett miêu tả khoa học đầu tiên năm 1935.